# قله خویتن
قله خویتِن((مغولی: Хүйтэн оргил (به معنی قله سرد)، چینی ساده: 友誼峰; پین‌یین: Yǒuyì Fēng، "قله دوستی") بلندترین قله در کشور مغولستان است.
این قله با ۴٫۳۵۶ متر ارتفاع از سطح دریا و یک لایه دائمی برف بر سر، در رشته‌کوه آلتای واقع شده و مرز بین‌المللی بین چین و مغولستان از وسط قله آن می‌گذرد. قله خویتن بلندترین نقطه در ولایت آلتای در غرب چین نیز هست. در گذشته، قله خویتن در زبان مغولی هم رسماً با عنوان «قله دوستی» شناخته می‌شد.
قله خویتن یکی از پنج قله کوهستان تاوان بوگد است. یکی از این قله‌ها، که در حدود ۲٫۵ کیلومتری شمال خویتن قرار دارد، نقطه تلاقی مرز سه کشور روسیه، مغولستان و چین را مشخص می‌کند. نام آن قله در توافق‌نامه‌های بین‌المللی و نقشه‌ها به صورت قله تاوان بوگد آمده است.
اولین صعود شناخته‌شده به قله خویتن در سال ۱۹۶۳ توسط کوهنوردان مغول و با حمایت دولت انجام شد.